# Oorlogsgedenkteken omgekomen Jordaanbewoners
Het Oorlogsgedenkteken omgekomen Jordaanbewoners is een kunstwerk in Amsterdam-Centrum.
De bronzen plaquette annex reliëf aangebracht in de zuidelijke gevel van de Noorderkerk in Amsterdam. Maker/ontwerper is Ezechiël Jacob Hoek. Het refereert aan alle bewoners van de Amsterdamse wijk Jordaan, die omkwamen in de Tweede Wereldoorlog. Hoek maakte 25 jaar later ook de Plaquette Februaristaking. Anders dan die plaquette die alleen tekst bevat, verwerkte Hoek in het gedenkteken ook afbeeldingen. Onder de tekst 1940-1945 zijn afgebeeld onder meer wolken, bliksem en
- een haan, teken voor waakzaamheid
- een zandloper, teken voor tijd (geïnspireerd op een zandloper in het Rapenhofje aan de Palmgracht)
- een korenschoof, teken voor brood/voedsel
- de zon, teken van levensvreugd
- Westertoren, teken van de Jordaan.

De onderstaande tekst luidt:
Blijf altijd waakzaam mensenkind
 voor brood en mensen vreugd!
De vrijheid zij u welgezind,
 geen dwang maar vree en deugd. 
(een sierband)
Aan alle gevallen buurtgenooten
De tekst wordt afgesloten door de naam van de kunstenaar E.J. Hoek 5 mei 1950. De plaquette was het eindresultaat van het Centraal Oprichtings Comité Monument Jordaan. Het werd 3 mei 1950 onthuld door de weduwe van verzetsstrijder Cornelis (Nelis) Marinus (1908-1944), in aanwezigheid van burgemeester Arnold d'Ailly.